# کات‌ویک ان زی
کات‌ویک ان زی (به هلندی: Katwijk aan Zee) یک منطقهٔ مسکونی در هلند است که در کات‌ویک واقع شده‌است. کات‌ویک ان زی ۱٫۸۰ کیلومتر مربع مساحت و ۱۳٫۷۰۰ نفر جمعیت دارد.